# Einmal Bulle, immer Bulle
Einmal Bulle, immer Bulle ist eine 6-teilige ZDF-Serie, die im Juli/August 2004 jeweils um 20.15 Uhr gesendet wurde.

## Inhalt
Carla und Rudi Krause sind Hauptkommissare im Landeskriminalamt in Berlin, Tochter Hanne arbeitet beim Kriminaldauerdienst. Der jüngste Sohn Benjamin beginnt nach und nach, seine Aversion gegen den Beruf von Eltern und Schwester abzulegen und zieht den Besuch der Polizeischule in Erwägung. Aus der Rolle fällt Sohn Sebastian, der als Fotograf arbeitet und sich dem Familientrubel entzieht, in dem er auf dem Land lebt. Lediglich für kleinere Recherchearbeiten lässt er sich heranziehen. Obwohl die Kriminalgeschichten im Vordergrund stehen, werden in jeder Folge auch familiäre Probleme behandelt.

## Sonstiges
Die Serie war eine Produktion der Ziegler Film GmbH & Co. KG von Regina und Tanja Ziegler. Die Drehbücher schrieben Mathias Klaschka (Folgen 1 und 2) und Elisabeth Schwärzer (Folgen 3 bis 6), Ulrich Zrenner war der Regisseur der ersten beiden Folgen, für die restlichen Episoden zeichnete Christine Kabisch verantwortlich.
Bernd Stegemann, der in den beiden ersten Folgen einen Gerichtsmediziner spielt, war bis zu deren Tod 2020 mit Renate Krößner verheiratet.

## Episodenliste
| Folge | Erstausstrahlung | Titel                           | Gastschauspieler (Auswahl)                                                 |
| 1     | 7. Juli 2004     | Tödliche Leidenschaft           | Denise Virieux, Irm Hermann, Michael Schiller, Bernd Stegemann, Anka Baier |
| 2     | 14. Juli 2004    | Die Stimme des Mörders          | Karina Krawczyk, Paul Faßnacht, Bernd Stegemann                            |
| 3     | 28. Juli 2004    | Spur zum Abgrund                | Ralph Herforth, Hendrik Duryn, Tamara Simunovic                            |
| 4     | 4. August 2004   | Rette sich, wer kann            | Christel Peters, Gudrun Okras                                              |
| 5     | 11. August 2004  | Gier                            | Eva Herzig, Robert Gallinowski, Florian David Fitz, Ludwig Hollburg        |
| 6     | 25. August 2004  | ...wie auch in schlechten Tagen | Anna Böttcher, Rainer Strecker, Désirée Nick                               |